# Gijón Rugby Club
El Gijón Rugby Club es un club de rugby de Gijón, Asturias (España) que juega en la División de Honor B que es la segunda categoría de mayor nivel del rugby español.

## Historia
El Gijón RC fue fundado en 1966 por Jaime Fernández Lastra como sección deportiva del Real Sporting de Gijón, entonces denominado Real Gijón. En 1995 el Sporting, convertido ya en sociedad anónima deportiva, eliminó todas las secciones deportivas y cedió sus derechos para que la sección de rugby se convirtiese en Gijón Rugby Club. La sección de rugby del Sporting había sido creada, a su vez, para dar salida a los estudiantes de la Fundación Revilla-Gigedo que terminaban tanto sus estudios como su etapa juvenil en el centro educativo, pero querían seguir jugando al rugby. El Revilla-Gigedo fue el primer equipo de rugby creado en Asturias y jugó el primer partido de rugby que se disputó en la región el 24 de enero de 1965 en el campo de la Universidad Laboral de Gijón contra el Castilla Guardia de Franco de Valladolid. El encuentro, de categoría juvenil, estaba programado contra el Colegio San José, institución educativa de los Jesuitas, al igual que el Revilla-Gigedo, pero el presidente de la Federación de Rugby de Valladolid, Pepe Rojo, envió al Castilla Guardia de Franco por causas de programación de encuentros.
Ganó la Liga Asturiana en 1970, 1971 y 1972. Jugó en la máxima categoría del rugby español, la Liga Nacional de Primera División (Grupo Norte) la temporada 1978-79, y en el segundo nivel, la Segunda División, las temporadas 1972-73, 1973-74 (en la que disputó la fase de ascenso a la máxima categoría, entonces la Primera División, perdiendo ante el FC Barcelona), 1974-75, 1975-76, 1976-77 (perdiendo en cuartos de final de la fase de ascenso ante el Club de Rugby Ciencias), 1977-78, 1979-80, 1980-81 y 1981-82. En la temporada 1982-83 se crea la División de Honor y el Sporting permanece en la segunda categoría nacional, que pasa a ser la Primera División, en la que se mantiene las temporadas 1983-84, 1984-85, 1985-86, 1986-87, 1987-88, 1988-89, 1989-90 y 1990-91, cuando desciende a la tercera categoría, que entonces eran las categorías regionales. Vuelve a competir en Primera División la temporada 1994-95 y, ya con el nombre de Gijón RC, la 1995-96 y la 1997-98.
Tras varias temporadas compitiendo en la Liga Norte de Rugby, en 2023 vuelve a la División de Honor B.

## Uniforme
El uniforme oficial actual del equipo consta de camiseta a rayas horizontales rojas y blancas, representando los colores de la bandera de Gijón, pantalones negros y medias rojas. La camiseta ha permanecido invariable a lo largo de la historia, el resto de elementos de la equipación han ido sufriendo diferentes modificaciones (pantalones blancos, negros o azules; medias blancas con vueltas rojas, azules con vueltas rojiblancas, rojas con tres bandas finas blancas en la vuelta y rojiblancas a franjas, así como negras con vueltas rojiblancas).
Estos colores son heredados del Real Sporting de Gijón, puesto que fueron una sección de este club.

## Rivalidad
Mantiene un derbi local con el Calzada Rugby Club de Gijón, siendo ambos clubes los dos únicos representantes en activo de este deporte en la ciudad.

## Jugadores
Entre los jugadores que han pasado por el equipo destaca Joaquin Uria Hidalgo, considerado el mejor pilier español, 16 veces internacional con la Selección Nacional Española, de ellas, 10 con la selección absoluta.